# 霍蘭 (密蘇里州)
霍蘭（英語：Holland）是位於美國密蘇里州佩米斯科特縣的城市。

## 人口
根據2020年美國人口普查的數據，霍蘭的面積為0.43平方千米，皆為陸地。當地共有人口194人，而人口密度為每平方千米451人。